# Parlamentswahl in Norwegen 1989
- SV: 17
- DnA: 63
- Sp: 11
- KrF: 14
- H: 37
- FrP: 22
- FF: 1

Die Parlamentswahl in Norwegen 1989 fand am 11. September 1989 statt. Es war die Wahl zum 55. Storting.
Die seit 1986 bestehende Minderheitsregierung unter der sozialdemokratischen Politikerin Gro Harlem Brundtland wurde nach den massiven Wahlverlusten ihrer SpA von der Minderheitsregierung Syse aus Konservativen, Christdemokraten und Grünen abgelöst, die aber schon 1990 durch ein Misstrauensvotum im Zusammenhang mit der Mitgliedschaft Norwegens im Europäischen Wirtschaftsraum gestürzt wurde. Ihr folgte das Kabinett Brundtland III, abermals eine sozialdemokratische Minderheitsregierung.

## Wahlergebnis
| Partei            | Partei                                       | Stimmen   | Stimmen | Stimmen | Sitze  | Sitze |
| Partei            | Partei                                       | Anzahl    | %       | +/−     | Anzahl | +/−   |
| ----------------- | -------------------------------------------- | --------- | ------- | ------- | ------ | ----- |
|                   | Arbeiderpartiet (DnA)                        | 907.393   | 34,3    | −6,5    | 63     | −8    |
|                   | Høyre (H)                                    | 588.682   | 22,2    | −8,2    | 37     | −13   |
|                   | Fremskrittspartiet (FrP)                     | 345.185   | 13,0    | +9,3    | 22     | +20   |
|                   | Sosialistisk Venstreparti (SV)               | 266.782   | 10,1    | +4,6    | 17     | +11   |
|                   | Kristelig Folkeparti (KrF)                   | 193.885   | 7,9     | −0,6    | 13     | −1    |
|                   | Senterpartiet (Sp)                           | 171.269   | 6,5     | −0,1    | 11     | −1    |
|                   | Venstre (V)                                  | 84.740    | 3,2     | +0,1    | —      | —     |
|                   | Fylkeslistene for Miljø og Solidaritet (FMS) | 22.139    | 0,8     | +0,8    | —      | —     |
|                   | Miljøpartiet De Grønne (MDG)                 | 10.136    | 0,4     | +0,4    | —      | —     |
|                   | Stopp Innvandringen                          | 8.963     | 0,3     | +0,3    | —      | —     |
|                   | Folkeaksjonen Framtid for Finnmark           | 8.817     | 0,3     | +0,3    | —      | —     |
|                   | Pensjonistpartiet (Pp)                       | 7.863     | 0,3     | ±0,0    | —      | —     |
|                   | Frihetspartiet mot EF-unionen                | 470       | 0,0     | +0,0    | —      | —     |
|                   | Felles Framtid (FFR)                         | 313       | 0,0     | +0,0    | —      | —     |
| Gesamt            | Gesamt                                       | 2.653.173 | 100,0   |         | 165    |       |
| Gültige Stimmen   | Gültige Stimmen                              | 2.653.173 | 99,6    |         |        |       |
| Ungültige Stimmen | Ungültige Stimmen                            | 5.569     | 0,4     |         |        |       |
| Wahlbeteiligung   | Wahlbeteiligung                              | 2.658.742 | 83,2    |         |        |       |
| Wahlberechtigte   | Wahlberechtigte                              | 3.190.311 | 100,0   |         |        |       |